# Slaget vid Kunersdorf
Slaget vid Kunersdorf utspelade sig den 12 augusti 1759 under Sjuårskriget. Slaget stod mellan en 50 000 man stark preussisk armé under Fredrik II och en rysk-österrikisk styrka på 59 000 man ledd av Pjotr Saltykov, nära byn Kunersdorf i Neumark i Brandenburg, nuvarande Kunowice i västra Polen. Efter sex timmars strider hade de allierade trupperna vunnit en förkrossande seger över den preussiska hären som nästan  förintades. Frederik II som endast hade 3 000 soldater kvar vid återkomsten till Berlin, började ge upp hoppet om en seger i kriget. Han slutade också att vara befälhavare i preussiska trupperna,  (på egen begäran), men återtog kommandot redan 1760 i slaget vid Liegnitz.

## Bakgrund
Våren 1759 trängde en rysk armé på 70 000 man under Pjotr Saltykov in i Brandenburg. En underlägsen preussisk styrka besegrades vid Paltzig och sju dagar senare föll Frankfurt an der Oder i ryssarnas händer. Samtidigt  marscherade två österrikiska kårer, under Gideon Ernst von Laudon och Andreas Hadik von Futak, från Schlesien för att sammanstråla med Saltykovs trupper. Fredrik II insåg att de österrikisk-ryska arméerna tillsammans skulle utgöra en övermäktig styrka. Han tågade därför ut med huvuddelen av sin här i ett desperat försök att hindra de allierade styrkorna från att få kontakt med varandra. Den preussiska manövern misslyckades och von Laudons kår anslöts sig till ryssarna samtidigt som Futaks trupper höll Fredriks armé på avstånd. 
Natten till den 10 augusti gick den 49 000 man starka preussiska hären över Oder vid Göritz. Den rysk-österrikiska armén hade uppfört en serie redutter på höjderna vid Oders östra strand. De allierade ställningarna omgärdades av svåröverkomlig sumpmark och tät skog. Fredrik planerade att kringgå den fientliga vänsterflygeln och på så vis anfalla deras trupper i ryggen. Samtidigt som detta skedde skulle en kår under Friedrich August von Finck avleda fiendens uppmärksamhet genom en framryckning norrifrån. Fredrik hoppades att detta skulle tvinga de allierade att överge sina fördelaktiga ställningar. 
Syftet med denna manöver var att upprepa framgången från slaget vid Leuthen två år tidigare. Klockan 03.00 den 12 augusti gav kungen order om avmarsch. Avancemanget genom skogspartiet gick långsamt på grund av den sumpiga terrängen och man nådde inte fram till skogsbrynet innan det började dagas. Det tänka överraskningsmomentet misslyckades och Saltykov omdirigerade sina trupper för att möta preussarna. Fredrik som först nu upptäckte att ryssarnas fältarbeten var riktade åt hans håll hade inget annat val än att gå till anfall.

## Slaget
Vid 10-tiden på förmiddagen ställdes den preussiska armén upp i slagordning mellan skogsbrynet och Huhner Fliess-ån. Den allierade ledningen misstog dock styrkan för att endast vara en förtrupp och förblev passiva. Klockan 11.30 öppnade det preussiska artilleriet eld mot de rysk-österrikiska ställningarna och efter en timmes bombardemang satte sig den preussiska högerflygeln i rörelse. Anfallet riktades mot de ryska positionerna på Muhlberg och började framgångsrikt. På 76 meters håll möttes de framryckande infanteristerna av en förödande musköt- och artillerield men lyckades att hävda sig väl och tillfogade ryssarna svåra förluster. Efter en kort eldstrid gick preussarna till anfall med fällda bajonetter och drev framgångsrikt undan försvararna från ställningen och erövrade 70 kanoner.  
En preussisk seger verkade vara inom räckhåll, men kavalleriet under Seydlitz var fortfarande koncentrerat på vänsterflygeln och kunde inte delta i anfallet. I väntan på förstärkningar gjorde  därför infanteriet halt vilket gav ryssarna möjlighet att återhämta sig. Efter att ha blivit förstärkta med färska trupper fortsatte den preussiska framryckningen och ryssarna drevs tillbaka till Kunersdorfs utkanter. Preussarnas tunga kanoner fastnade dock i gyttjan vilket gjorde att anfallet snart tappade kraft. Den misslyckade framryckningen gav åter ryssarna möjlighet till att förstärka sin vänstra flygel med utvilade förband från andra delar av slagfältet. När pjäserna till slut nådde fram hade Saltykov hunnit förbereda starka försvarsställningar vid byn. Efter hårda strider retirerade försvararna mot mitten av Kunersdorf för att inte bli kringrända av Fincks kår som avancerade från norr.  

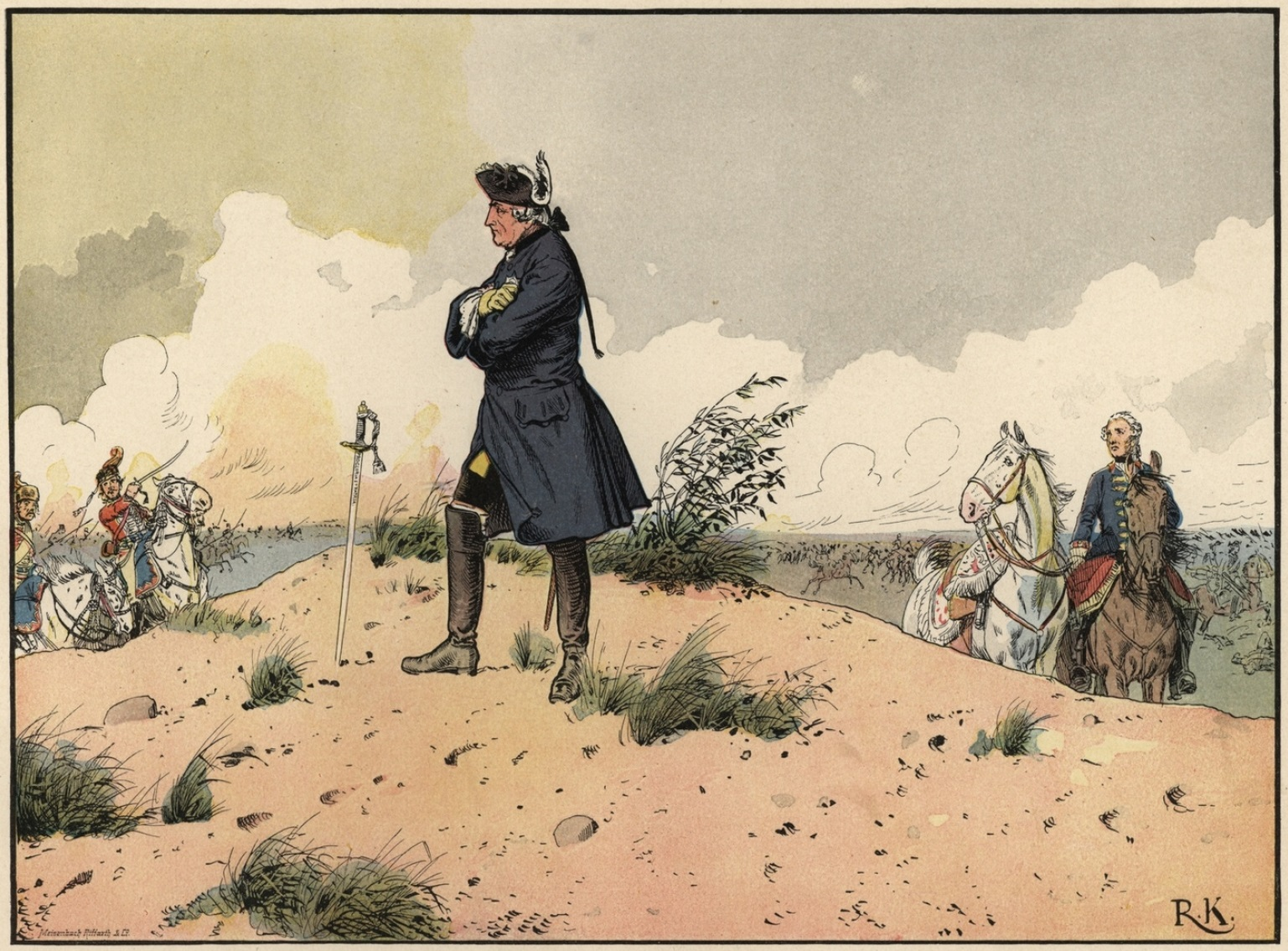
Fredrik den store vid på Muhlberg efter att ställningen erövrats av preussarna, litografi efter en teckning av Richard Knötel.

Under reträtten kom de ryska bataljonerna i oordning men lyckades ändå att hålla stånd. Flera av de  preussiska generalerna rådde kungen att avbryta slaget av hänsyn till truppernas utmattade tillstånd.  
Fredrik som fortfarande trodde på seger ignorerade dock deras varningar. Vid underrättelse om svårigheterna på högerflygeln skickade Fredrik fram Seydlitz kavallerister för att tysta det ryska kanonställningarna på Spitzberg. Kavallerianfallet dämpades av den brutna terrängen, som effektivt rev upp skvadronerna. Väl framme vid de allierade ställningarna möttes preussarna av en mördande artillerield. Seidlitz som red i spetsen för sitt regemente sårades och tvingades att räcka över befälet till Eugen av Würtemberg. Samtidigt försökte generalmajoren Georg von Puttkamer febrilt att samla trupperna med sina vita husarer men sårades dödligt. När allierade husarer sedan anföll preussarna i flanken utbröt panik bland ryttarna som retirerade bakom vänsterflygelns infanteri. Vänsterflygeln ryckte samtidigt fram mot Kunersdorf och erövrade större delen av byn med undantag för kyrkogården där ryska trupper hade bitit sig fast.  
Nästa redutt som låg i preussarnas väg skyddades av en bred dalsänka som kallades Kuhgrunden där allierade trupper hade tagit ställning. Medan vänsterflygeln stormade de ryska ställningarna på Spitzberg, ledde kungen personligen högerflygeln mot dalsänkan. Gång på gång försökte de preussiska trupperna att storma de allierade ställningarna vid Kuhgrunden men slogs tillbaka av försvararna. Samtidigt gick Flinck till anfall mot de ryska redutterna på Elsbuch-höjden men drevs på flykten av de allierade kavalleriet. Vänsterflygelns upprepade anfall mot Spitzberg slogs även de tillbaka av försvararna. Vid sex-tiden på kvällen uppenbarade sig von Loudons kavalleri som under större delen av slaget hade varit stillastående vid redutterna. Kavalleriet gick omedelbart till anfall mot den preussiska vänsterflygeln som drevs på flykten och drog med sig resten av armén. Fredrik som befann sig på Muhlberg försökte desperat att täcka reträtten med de få organiserade förband som fanns kvar. Efter en kort strid blev de underlägsna pre övermannades de underlägsna preussiska bataljonerna vars manskap antingen stupade eller tillfångatogs. Kungen som hade fått två hästar ihjälskjutna under sig var också nära att bli tillfångatagen men räddades av det Zeitenska husarregementet. De allierade också hade lidit svåra förluster gjorde inget större försök att förfölja de flyende. På kvällen den 13 augusti drog sig preussarna tillbaka över Oder och förstörde broarna bakom sig. 

## Efterspel
Under det sex timmar långa slaget hade 20 000 preussiska soldater dödats, sårats eller tillfångatagits. De rysk-österrikiska förlusterna var betydligt lättare med 15 700 döda och sårade. Till de allierade troféerna hörde ett stort antal fanor samt hela det preussiska artilleriet. Slaget innebar ett allvarligt avbräck för Fredrik den store som djupt deprimerad övervägde att abdikera. Motsättningar mellan de allierade befälhavarna och en brist på underhåll ledde dock till att deras seger kunde utnyttjas. De knappt 3 000 stridsdugliga soldaterna som återstod preussiska armén slog läger på Ötscher-höjderna vid Oder. På kvällen den 13 augusti drog sig preussarna tillbaka över floden och förstörde broarna för att försvåra för eventuella förföljare. På andra sidan anslöt sig 23 000 flyktingar till trupperna och återtåget fortsatte mot Malvitz som nåddes den 16 augusti.

### Webbkällor
- http://www.kronoskaf.com/syw/index.php?title=1759-08-12_-_Battle_of_Kunersdorf
- https://www.britishbattles.com/frederick-the-great-wars/seven-years-war/battle-of-kunersdorf/